# Martin Gerbert
Martin Gerbert von Hornau (11. srpna 1720 Horb am Neckar, Württembersko – 3. května 1793, Svatý Blažej) byl německý teolog, historik a muzikolog, říšský opat kláštera sv. Blažeje, člen šlechtické rodiny Gerbertů z Hornavy.

## Životopis

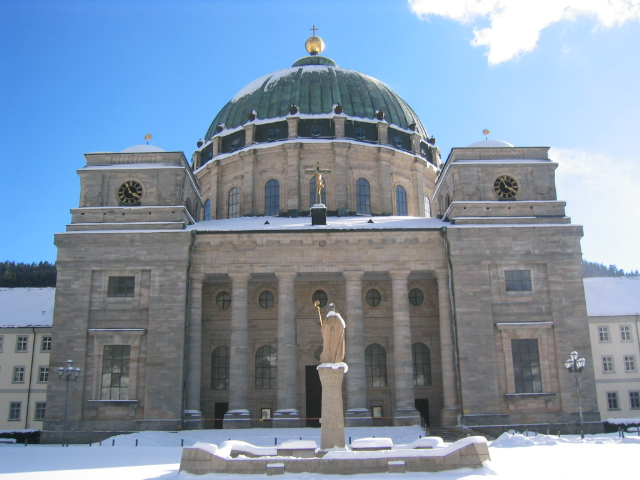
Dóm svatého Blažeje

Narodil se jako Franz Dominikus Bernhard Gerbert von Hornau. Vzdělání získal ve Freiburgu v Breisgau, Klingenau ve Švýcarech a v benediktinském opatství sv. Blažeje v Černém lese, kde byl roku 1737 vysvěcen. V roce 1744 byl ordinován knězem a později jmenován profesorem, nejprve filosofie a později teologie.

### Vědecká činnost
V letech 1754 až 1764 publikoval řadu teologických traktátů, jejichž hlavním cílem se zdá být změna rigidního scholastického systému v souvislosti s učením Otců církve, zejména svatého Augustina. V letech 1759 až 1762 cestoval do Německa, Itálie a Francie, hlavně za účelem prozkoumání sbírek spisů v různých klášterních knihovnách.
V roce 1764 byl zvolen knížetem-opatem u svatého Blažeje, a své skvělé kvality prokázal jako vzorný panovník, jak jako opat, tak i jako kníže.

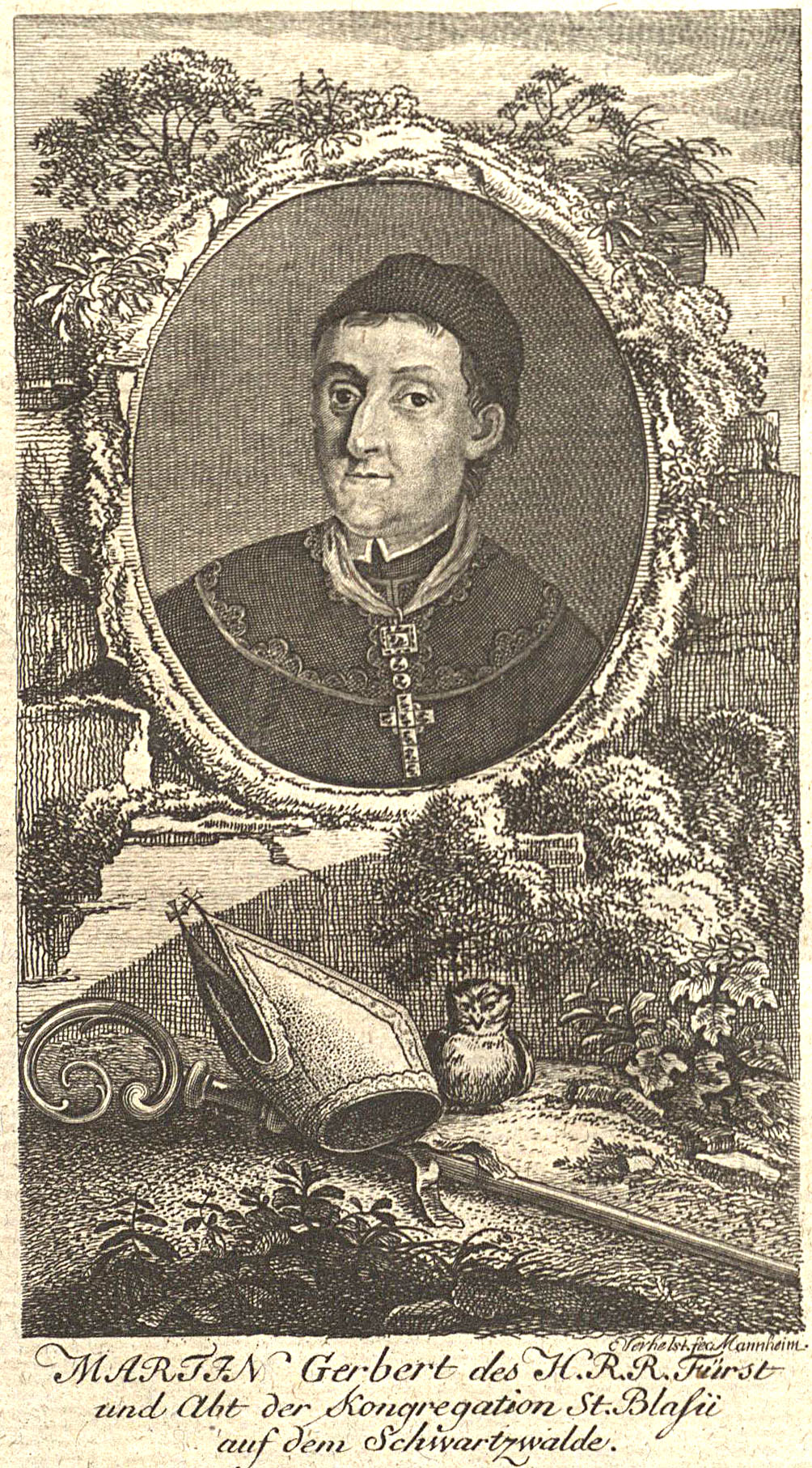
Martin Gerbert, portrét od Egida Verhelsta v Allgemeine deutsche Bibliothek (1785)

Bádání v archivech během jeho cest probudilo v Martinu Gerbertovi  zájem o výzkum  historie, a opatství sv. Blažeje se za jeho vedení stalo významným centrem methodických historických studií. Zde například Marquard Herrgott sepsal svůj spis Monumenta domus Austriacae, jehož první dva díly byly pro druhé vydání editovány Gerbertem, jenž také publikoval Codex epistolaris Rudolphi I., Romani regis (1772) a De Rudolpho Suevico comite de Rhinfelden, duce et rege, deque ejus familia (1785) (o Rudolfu Švábském).
Gerbert se však zajímal zvláště o duchovní teologii, liturgiologii, a především liturgickou hudbu. V roce 1774 publikoval dva svazky De cantu et musica sacra, v roce 1777, Monumenta veteris liturgiae Alemannicae a roku 1784 Scriptores ecclesiastici de musica sacra ve třech dílech, sbírku předních autorů o chrámové hudbě od 3. století po vynález nototisku. Materiály pro svou práci shromáždil během svých cest, a ačkoli obsahuje mnoho textových chyb, jejich vydání mělo velký význam pro dějiny hudby v tom smyslu, že v nich zaznamenal texty, které by jinak byly pravděpodobně zničeny, či zůstaly neznámé. Jeho zájem o hudbu ho přivedl k blízkému přátelství s Christophem Willibaldem Gluckem.

### Politická činnost
Jako říšský kníže byl Gerbert oddaný zájmům habsburského domu, jako benediktinský opat však nesouhlasil s církevní politikou císaře Josefa II. Ve febroniánském hnutí brzy zaujal postoj zprostředkovatele, také díky jeho vlivu, který biskupa Hontheim jej přimělo k přehodnocení svých extrémních postojů. V roce 1768 bylo opatství sv. Blažeje zcela zničeno požárem, a to včetně knihovny a kostela. Nový velkolepý kostel, který byl roku 1783 vystavěn na spáleništi, byl až do svého opětovného vyhoření v roce 1874 připomínkou Gerbertova smyslu pro architekturu a zároveň vyjádřením jeho sympatií vůči Habsburkům.
Také na jeho žádost vzniklo v podzemí kláštera mauzoleum pro rakouská knížata pohřbená mimo Rakousko, jejichž ostatky sem byly slavnostně převezeny. Ve spojitosti s vysvěcením pohřebiště publikoval spis Historia Nigrae Silvae, ordinis S. Benedicti coloniae (3 díly, St Blasien, 1783). Gerbert, kterého si velmi vážili jak katolíci tak protestanti, zemřel v opatství sv. Blažeje 3. května 1793.

## Spisy
- De recto et perverso usu theologicæ scholasticæ, 1758 (digitalizováno)
- De æqua morum censura adversus rigidiorem et remissiorem, 1763 (digitalizováno)
- Iter Allemannicum, accedit Italicum et Gallicum, 1765 (německé vydání: Des hochwürdigsten Herrn, Herrn Martin Gerberts … Reisen durch Alemannien …, 1767; digitalizováno)
- s Franzem Kreutterem: Feyerliche Uebersetzung der kayserlich-königlich- auch herzoglich-oesterreichischen höchsten Leichen aus ihren Grabstädten Basel und Königsfelden in der Schweiz nach dem fürstlichen Stift St. Blasien auf dem Schwarzwald den 14ten Wintermonats 1770., (Uffizin des Klosters St. Blasien), St. Blasien, 1770, 38 S.
- De translatis Habsburgo-Austriacorum principum, eorumque coniugum cadaveribus ex ecclesia cathedrali Basileensi et monasterio Koenigsveldensi in Helvetia ad Conditorium novum monasterii S. Blasii in silva nigra, Typis San-blasianis, 1772; nové vydání 1785 pod titulem: Crypta San Blasiana nova principum Austiacorum translatis eorum cadaveribus ex cathedrali ecclesia Basileensi et monasterio Koenigsfeldensi in Helvetia anno MDDLXX ad conditiorum novam monasterii S. Blasii in nigra siva.
- De cantu et musica sacra, a prima ecclesiae aetate usque at praesens tempus, 1774
- Monumenta veteris liturgiae Alemanicae, 1777–1779 (digitalizováno)
- Historia Nigrae Silvae ordinis Sancti Benedicti coloniae, 1783–1788 (digitalizovánoe: sv. 1, sv. 2, sv. 3), od roku 1993 také v němčině v překladu Adalberta Weha
- Scriptores ecclesiastici de musica sacra potissimum, 1784
- De Rudolpho Suevico Comite de Rhinfelden, Duce, Rege Deque Eius Inlustri Familia Ex Augusta Ducum Lotharingiae, 1785
- Ecclesia Militans Regnum Christi in Terris, in suis Fatis repræsentata, 1789 (digitalizováno)
- De sublimi in evangelio Christi juxta divinam Verbi incarnati œconomian, 1793 (digitalizováno)

Většina Martinem Gerbertem sepsaných či vydaných knih se nachází v originální verzi v inventáři Sbírky knížete-opata Gerberta klášterní knihovny v Oberriedu. Jeho knihy byly vytištěny téměř všechny v klášterní tiskárně u sv. Blažeje, od roku 1764 se místo tisku označeno textem Typis San-Blasianis